# El otro yo del Dr. Merengue
El otro yo del Dr. Merengue és un personatge creat pel dibuixant, humorista i editor argentí Guillermo "Willy" Divito, potser el més popular d'aquest creador, al costat de les seves famoses Chicas de Divito.
Va aparèixer a la revista El Hogar el 15 de març de 1940, i després en el diari Clarín, des del seu primer número, el 1945. Naturalment Divito va traslladar la sèrie a la seva pròpia revista, Rico Tipo, tan bon punt va veure el seu èxit. Va arribar a tenir la seva pròpia revista, El Doctor Merengue, com a suplement de Rico Tipo. "Una espècie de Mr. Hyde crioll", segons el va definir Pablo de Santis al seu llibre "Rico Tipo y las Chicas de Divito". El Dr. Merengue es comportava segons exigeixen les convencions socials més conservadores: seriós, formal, equànime, correcte i desapassionat, sense perdre mai les maneres, mentre que seu altre jo revelava a l'última vinyeta de la tira els verdaders sentiments o pensaments del doctor.
Segons relata el mateix Divito, l'anècdota de l'origen del Dr. Merengue va succeir a l'hipòdrom. Ell estava allà apostant i un conegut li va demanar uns diners per continuar apostant perquè s'havia quedat sense un peso. Divito li va cedir diners gentilment i l'altre va recuperar i va començar a guanyar. Quan ja portava guanyats bastants diners, celebrava, molt cofoi, la seva bona sort, mentre que aquesta vegada era Divito el que s'havia "enfonsat" i el mirava com guanyava esperant que fes el gest de tornar-li el seu préstec. Com això no ocorria, li dedicava mentalment insults irreproduïbles. "No era prou amic com per dir-li amb confiança que me'ls tornés", assenyalava Divito. "Allà va ser que vaig concebre el doctor Merengue i a seu altre jo, que diu les coses que el doctor pensa, però que per les normes socials, es veu impedit d'expressar."